# Liste des titres musicaux numéro un au Royaume-Uni en 1976
Cette page liste les titres classés no 1 des ventes de disques au Royaume-Uni pour l'année 1976 selon The Official Charts Company.
Les classements hebdomadaires sont issus des UK Singles Chart et UK Albums Chart.

## Classement des singles
| №  | Date         | Artiste                | Titre                                        | Référence |
| -- | ------------ | ---------------------- | -------------------------------------------- | --------- |
| 1  | 4 janvier    | Queen                  | Bohemian Rhapsody                            |           |
| 2  | 11 janvier   | Queen                  | Bohemian Rhapsody                            |           |
| 3  | 18 janvier   | Queen                  | Bohemian Rhapsody                            |           |
| 4  | 25 janvier   | ABBA                   | Mamma Mia                                    |           |
| 5  | 1er février  | ABBA                   | Mamma Mia                                    |           |
| 6  | 8 février    | Slik                   | Forever and Ever                             |           |
| 7  | 15 février   | The Four Seasons       | December, 1963 (Oh, What a Night)            |           |
| 8  | 22 février   | The Four Seasons       | December, 1963 (Oh, What a Night)            |           |
| 9  | 29 février   | Tina Charles           | I Love to Love (But My Baby Loves to Dance)  |           |
| 10 | 7 mars       | Tina Charles           | I Love to Love (But My Baby Loves to Dance)  |           |
| 11 | 14 mars      | Tina Charles           | I Love to Love (But My Baby Loves to Dance)  |           |
| 12 | 21 mars      | Brotherhood of Man     | Save Your Kisses for Me                      |           |
| 13 | 28 mars      | Brotherhood of Man     | Save Your Kisses for Me                      |           |
| 14 | 4 avril      | Brotherhood of Man     | Save Your Kisses for Me                      |           |
| 15 | 11 avril     | Brotherhood of Man     | Save Your Kisses for Me                      |           |
| 16 | 18 avril     | Brotherhood of Man     | Save Your Kisses for Me                      |           |
| 17 | 25 avril     | Brotherhood of Man     | Save Your Kisses for Me                      |           |
| 18 | 2 mai        | ABBA                   | Fernando                                     |           |
| 19 | 9 mai        | ABBA                   | Fernando                                     |           |
| 20 | 16 mai       | ABBA                   | Fernando                                     |           |
| 21 | 23 mai       | ABBA                   | Fernando                                     |           |
| 22 | 30 mai       | J. J. Barrie (en)      | No Charge                                    |           |
| 23 | 6 juin       | The Wurzels            | The Combine Harvester                        |           |
| 24 | 13 juin      | The Wurzels            | The Combine Harvester                        |           |
| 25 | 20 juin      | The Real Thing         | You to Me Are Everything                     |           |
| 26 | 27 juin      | The Real Thing         | You to Me Are Everything                     |           |
| 27 | 4 juillet    | The Real Thing         | You to Me Are Everything                     |           |
| 28 | 11 juillet   | Demis Roussos          | Forever and Ever (The Roussos Phenomenon EP) |           |
| 29 | 18 juillet   | Elton John et Kiki Dee | Don't Go Breaking My Heart                   |           |
| 30 | 25 juillet   | Elton John et Kiki Dee | Don't Go Breaking My Heart                   |           |
| 31 | 1er août     | Elton John et Kiki Dee | Don't Go Breaking My Heart                   |           |
| 32 | 8 août       | Elton John et Kiki Dee | Don't Go Breaking My Heart                   |           |
| 33 | 15 août      | Elton John et Kiki Dee | Don't Go Breaking My Heart                   |           |
| 34 | 22 août      | Elton John et Kiki Dee | Don't Go Breaking My Heart                   |           |
| 35 | 29 août      | ABBA                   | Dancing Queen                                |           |
| 36 | 5 septembre  | ABBA                   | Dancing Queen                                |           |
| 37 | 12 septembre | ABBA                   | Dancing Queen                                |           |
| 38 | 19 septembre | ABBA                   | Dancing Queen                                |           |
| 39 | 26 septembre | ABBA                   | Dancing Queen                                |           |
| 40 | 3 octobre    | ABBA                   | Dancing Queen                                |           |
| 41 | 10 octobre   | Pussycat (en)          | Mississippi                                  |           |
| 42 | 17 octobre   | Pussycat (en)          | Mississippi                                  |           |
| 43 | 24 octobre   | Pussycat (en)          | Mississippi                                  |           |
| 44 | 31 octobre   | Pussycat (en)          | Mississippi                                  |           |
| 45 | 7 novembre   | Chicago                | If You Leave Me Now                          |           |
| 46 | 14 novembre  | Chicago                | If You Leave Me Now                          |           |
| 47 | 21 novembre  | Chicago                | If You Leave Me Now                          |           |
| 48 | 28 novembre  | Showaddywaddy (en)     | Under the Moon of Love                       |           |
| 49 | 5 décembre   | Showaddywaddy (en)     | Under the Moon of Love                       |           |
| 50 | 12 décembre  | Showaddywaddy (en)     | Under the Moon of Love                       |           |
| 51 | 19 décembre  | Johnny Mathis          | When a Child Is Born                         |           |
| 52 | 26 décembre  | Johnny Mathis          | When a Child Is Born                         |           |

## Classement des albums
| №  | Date         | Artiste         | Titre                                | Référence |
| -- | ------------ | --------------- | ------------------------------------ | --------- |
| 1  | 4 janvier    | Perry Como      | 40 Greatest Hits                     |           |
| 2  | 11 janvier   | Queen           | A Night at the Opera                 |           |
| 3  | 18 janvier   | Queen           | A Night at the Opera                 |           |
| 4  | 25 janvier   | Roy Orbison     | The Best of Roy Orbison              |           |
| 5  | 1er février  | Slim Whitman    | The Very Best of Slim Whitman        |           |
| 6  | 8 février    | Slim Whitman    | The Very Best of Slim Whitman        |           |
| 7  | 15 février   | Slim Whitman    | The Very Best of Slim Whitman        |           |
| 8  | 22 février   | Slim Whitman    | The Very Best of Slim Whitman        |           |
| 9  | 29 février   | Slim Whitman    | The Very Best of Slim Whitman        |           |
| 10 | 7 mars       | Slim Whitman    | The Very Best of Slim Whitman        |           |
| 11 | 14 mars      | Status Quo      | Blue for You                         |           |
| 12 | 21 mars      | Status Quo      | Blue for You                         |           |
| 13 | 28 mars      | Status Quo      | Blue for You                         |           |
| 14 | 4 avril      | Divers artistes | Rock Follies (en)                    |           |
| 15 | 11 avril     | Divers artistes | Rock Follies (en)                    |           |
| 16 | 18 avril     | Led Zeppelin    | Presence                             |           |
| 17 | 25 avril     | Divers artistes | Rock Follies                         |           |
| 18 | 2 mai        | ABBA            | Greatest Hits (en)                   |           |
| 19 | 9 mai        | ABBA            | Greatest Hits (en)                   |           |
| 20 | 16 mai       | ABBA            | Greatest Hits (en)                   |           |
| 21 | 23 mai       | ABBA            | Greatest Hits (en)                   |           |
| 22 | 30 mai       | ABBA            | Greatest Hits (en)                   |           |
| 23 | 6 juin       | ABBA            | Greatest Hits (en)                   |           |
| 24 | 13 juin      | ABBA            | Greatest Hits (en)                   |           |
| 25 | 20 juin      | ABBA            | Greatest Hits (en)                   |           |
| 26 | 27 juin      | ABBA            | Greatest Hits (en)                   |           |
| 27 | 4 juillet    | Rod Stewart     | A Night on the Town                  |           |
| 28 | 11 juillet   | Rod Stewart     | A Night on the Town                  |           |
| 29 | 18 juillet   | The Beach Boys  | 20 Golden Greats                     |           |
| 30 | 25 juillet   | The Beach Boys  | 20 Golden Greats                     |           |
| 31 | 1er août     | The Beach Boys  | 20 Golden Greats                     |           |
| 32 | 8 août       | The Beach Boys  | 20 Golden Greats                     |           |
| 33 | 15 août      | The Beach Boys  | 20 Golden Greats                     |           |
| 34 | 22 août      | The Beach Boys  | 20 Golden Greats                     |           |
| 35 | 29 août      | The Beach Boys  | 20 Golden Greats                     |           |
| 36 | 5 septembre  | The Beach Boys  | 20 Golden Greats                     |           |
| 37 | 12 septembre | The Beach Boys  | 20 Golden Greats                     |           |
| 38 | 19 septembre | The Beach Boys  | 20 Golden Greats                     |           |
| 39 | 26 septembre | The Stylistics  | The Best of The Stylistics Volume II |           |
| 40 | 3 octobre    | Dr. Feelgood    | Stupidity                            |           |
| 41 | 10 octobre   | ABBA            | Greatest Hits                        |           |
| 42 | 17 octobre   | ABBA            | Greatest Hits                        |           |
| 43 | 24 octobre   | Compilation     | Soul Motion                          |           |
| 44 | 31 octobre   | Compilation     | Soul Motion                          |           |
| 45 | 7 novembre   | Led Zeppelin    | The Song Remains the Same            |           |
| 46 | 14 novembre  | Bert Weedon     | 22 Golden Guitar Greats              |           |
| 47 | 21 novembre  | Glen Campbell   | 20 Golden Greats                     |           |
| 48 | 28 novembre  | Glen Campbell   | 20 Golden Greats                     |           |
| 49 | 5 décembre   | Glen Campbell   | 20 Golden Greats                     |           |
| 50 | 12 décembre  | Glen Campbell   | 20 Golden Greats                     |           |
| 51 | 19 décembre  | Glen Campbell   | 20 Golden Greats                     |           |
| 52 | 26 décembre  | Glen Campbell   | 20 Golden Greats                     |           |

## Meilleures ventes de l'année
| Singles | Albums |
| --- | --- |
| 1. Brotherhood of Man – Save Your Kisses for Me 2. Elton John et Kiki Dee - Don't Go Breaking My Heart 3. Pussycat – Mississippi 4. ABBA - Dancing Queen 5. Dr. Hook - A Little Bit More 6. Chicago - If You Leave Me Now 7. ABBA - Fernando 8. Tina Charles - I Love to Love (But My Baby Loves to Dance) 9. Demis Roussos - Forever and Ever (The Roussos Phenomenon EP) 10. Showaddywaddy - Under the Moon of Love | 1. ABBA – Greatest Hits 2. The Beach Boys - 20 Golden Greats 3. Demis Roussos - Forever and Ever 4. Wings - Wings at the Speed of Sound 5. Rod Stewart - A Night on the Town 6. John Denver - Live in London 7. Glen Campbell - 20 Golden Greats 8. Neil Sedaka - Laughter and Tears 9. Eagles - Their Greatest Hits (1971–1975) 10. Slim Whitman - The Very Best of Slim Whitman |